# Yurga
Yurga (tiếng Nga: Юрга) là một thành phố Nga. Thành phố này thuộc chủ thể Kemerovo Oblast. Thành phố có dân số 85.555 người (theo điều tra dân số năm 2002). Đây là thành phố lớn thứ 193 của Nga theo dân số năm 2002.